# Algee Smith

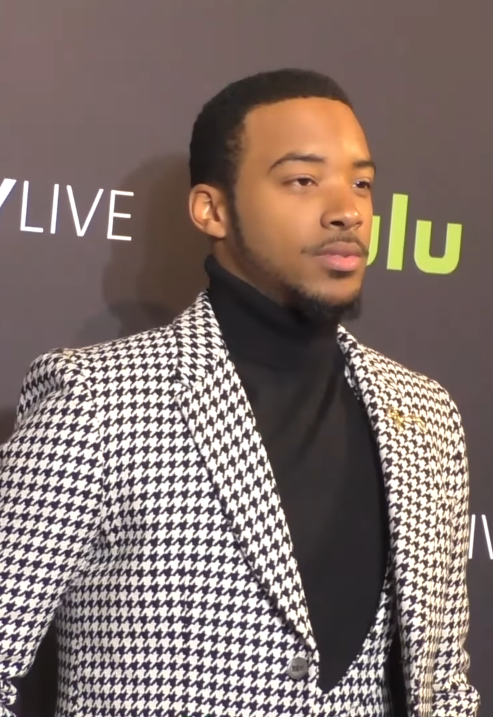
Algee Smith (2016)

Algee Smith (* 7. November 1994 in Saginaw, Michigan) ist ein US-amerikanischer Schauspieler und Sänger.

## Leben
Algee Smith wuchs in seiner Geburtsstadt Saginaw auf. Er hat jüngere Brüder und eine jüngere Schwester. Sein Vater, Algee Smith III, ist Gitarrist und tritt unter dem Künstlernamen John Eley auf. 2008/09 begleitete Smiths Vater Bobby Brown, Johnny Gill und Ralph Tresvant auf einer Konzerttournee. Seine Mutter ist Modedesignerin.
Smith besuchte in Saginaw die Kempton Elementary School. Im Alter von acht Jahren zog er mit seiner Familie nach Atlanta (Georgia). Er war seit frühester Kindheit der Musik zugetan und begann im Alter von neun Jahren erste eigene Rap-Texte zu verfassen. Als Elfjähriger nahm Smith seinen ersten eigenen Song auf. 2007 trat er der christlichen Jugendmusik-Gruppe KF2 bei, woraufhin sich öffentliche Auftritte u. a. im New Yorker Madison Square Garden anschlossen. Im Winter 2010 veröffentlichte Smith eine Coverversion des Donny-Hathaway-Songs This Christmas, die auch im Radio gespielt wurde.
Obwohl Smith sich erfolglos für den Gesangswettbewerb The Next BIG Thing von Radio Disney beworben hatte, erhielt er 2012 die Nebenrolle des Da Boss in dem Disney-Channel-Original-Movie Let It Shine – Zeig, was Du kannst!. Im selben Jahr war er mit Gastrollen in einzelnen Folgen der Serien Army Wives und How to Rock vertreten. Daraufhin trat Smith neben seinen Musikerambitionen regelmäßig als Schauspieler in Erscheinung. Sein Kinodebüt gab er mit einer kleinen Rolle in dem Science-Fiction-Abenteuerfilm Earth to Echo – Ein Abenteuer so groß wie das Universum (2014), wo er aber im Abspann als „Alga Smith“ geführt wurde. Im Alter von 20 Jahren zog er nach Los Angeles.
2017 war Smith in der TV-Miniserie The New Edition Story zu sehen, die sich dem Aufstieg der R&B-Band New Edition annimmt. Dabei übernahm er die Rolle des erwachsenen Ralph Tresvant, mit dem sein Vater selber Konzerte gespielt hatte. Seine erste größere Kinorolle folgte im selben Jahr in Kathryn Bigelows Spielfilm Detroit (2017). In dem Drama, das die Rassenunruhen in Detroit im Jahr 1967 zum Thema hat, ist Smith als ambitionierter Motown-Nachwuchssänger Larry Reed zu sehen, der bei einer Polizeirazzia mit dem Leben davonkommt, aber an den erlebten Geschehnissen zu zerbrechen droht. Eigenen Angaben zufolge verfügte der Schauspieler und Sänger kaum über detailliertes Wissen zu den Unruhen 1967, obwohl er in der Nähe von Detroit aufgewachsen war. Das machte sich Regisseurin Bigelow zunutze: „[…] Ich habe nicht – ich habe versucht, nicht viel zu denken. Und ich fühle, als ob es das war, was geholfen hat. Kathryn hat uns ausdrücklich an einen Ort gebracht, an dem wir nicht waren – wir waren unvorbereitet. Und ich habe das Gefühl, als ob es geholfen hätte, einfach authentisch zu sein – einfach authentische Reaktionen in diesen Szenen abzurufen und nicht zu viel darüber nachzudenken […]“, so Smith. Gemeinsam mit dem echten Larry Reed nahm er für den Soundtrack den Song Grow auf.
Als Musiker fühlt sich Smith zu den Musikrichtungen Hip-Hop, R&B und Urban hingezogen. Online veröffentlichte er u. a. die Single She Say (2013) und die EP Listen (2017). Anfang 2017 wurde er von der Creative Artists Agency (CAA) unter Vertrag genommen. Gleichzeitig wird er von seinem Vater gemanagt.
Algee Smith lebt mit seinen Eltern und vier seiner Geschwister in Los Angeles.

## Filmografie
- 2012: How to Rock (Fernsehserie, 1 Folge)
- 2012: Army Wives (Fernsehserie, 1 Folge)
- 2012: Let It Shine – Zeig, was Du kannst! (Let It Shine)
- 2014: Earth to Echo – Ein Abenteuer so groß wie das Universum (Earth to Echo)
- 2015: Secret Agency – Barely Lethal (Barely Lethal)
- 2015: Complications (Fernsehserie, 2 Folgen)
- 2016: The Infamous (Fernsehfilm)
- 2016: Here We Go Again (Fernsehserie, 1 Folge)
- 2016: Saints & Sinners (Fernsehserie, 1 Folge)
- 2017: The New Edition Story (TV-Miniserie)
- 2017: Philip K. Dick’s Electric Dreams (Serie, Staffel 1, Folge 9)
- 2017: Detroit
- 2018: The Hate U Give
- 2019–2022: Euphoria (Fernsehserie)
- 2021: Judas and the Black Messiah
- 2021: Mother/Android
- 2023: Shooting Stars

## Diskografie (Auswahl)
EPs
- Listen (2017)

Singles
- This Christmas (2010)
- She Say (2013)
- You Ain’t Goin Home (2015)